# Nephtys hombergii
Espèce
La gravette blanche, Nephtys hombergii, est une espèce de vers marins polychètes. Elle est également appelée néréide de sable ou, selon les régions, « carpleuse », « carplus »…
Elle est présente le plus souvent à la limite de basse mer au milieu des vers à tubes.
La gravette blanche reste l'un des vers les plus difficiles à pêcher, car son milieu de vie reste indéfini. De plus, la technique de pêche pour la gravette blanche diffère de celle utilisée pour les autres vers : en effet, la gravette se récolte à la fourche, en surface, à 15 ou 20 cm environ.
La conservation de la néréide blanche doit absolument se faire dans de l'eau très propre et fraîche.

## Répartition
La gravette blanche est répandue autour de l'Europe du Nord-ouest jusqu'à l'Afrique australe, ainsi qu'en Méditerranée.

## Description
La gravette blanche mesure de 100 à 200 mm ; le corps est de couleur blanche à beige.